# هيكوري هيلز
هيكوري هيلز (إلينوي) (بالإنجليزية: Hickory Hills, Illinois)‏ هي مدينة تقع في الولايات المتحدة في مقاطعة كوك، إلينوي. يقدر عدد سكانها بـ 14,049 نسمة وترتفع عن سطح البحر 207.27 متر.